# Eduard Wenckebach
Eduard Wenckebach (Amsterdam, 24 mei 1813 – Wijk bij Duurstede, 26 april 1874) was een Nederlands fabrikant en pionier op het gebied van de draadtelegrafie in Nederland.

## Biografie
Wenckebach was de zoon van C.J. Wenckebach en G.C.H.M. Serrurier. In Den Haag bezocht hij de lagere school en van 1829 tot 1830 woonde hij als volontair de lessen bij aan het Koninklijk Instituut der Marine te Medemblik. Later vertrok hij naar Duitsland waar hij in Hannover een opleiding volgde tot instrumentmaker. In München was hij werkzaam in het fysisch laboratorium van Carl August von Steinheil en werkte hij samen met de Duits hoogleraren Carl Friedrich Gauss en Wilhelm Eduard Weber. Hier deed hij zijn eerste kennis en ervaring met elektrische telegrafie.
In 1838 richtte hij in Amsterdam een werkplaats op voor de vervaardiging van natuurkundige instrumenten. In de jaren erna probeerde hij tevens om de eerste telegrafielijn in Nederland tot stand te brengen, wat pas in 1844 slaagde. In dat jaar kreeg hij van de Hollandsche IJzeren Spoorweg-Maatschappij de opdracht om langs de zes jaar eerder voltooide spoorlijn tussen Amsterdam en Haarlem een telegrafielijn aan te leggen. De benodigde wijzertelegrafen leverde hijzelf. Deze lijn werd op 25 mei 1845 geopend. In jaren daarop werd de telegraaflijn opengesteld voor andere gebruikers en doorgetrokken naar Rotterdam. Later was Wenckebach de belangrijkste initiatiefnemer van de telegrafielijnen Amsterdam–Den Helder en Rotterdam–Brouwershaven. Hiermee waren de Hollandse handelssteden verbonden met de belangrijkste havenplaatsen.
In 1852 werd Wenckebach gevraagd de technische leiding op zich te nemen van de nieuwe Rijkstelegraafdienst. Deze instantie moest de wildgroei aan particuliere telegraaflijnen omvormen tot een fijnmazig en samenhangend landelijk netwerk. Eind 1857 waren alle belangrijke plaatsen in Nederland onderling en met het buitenland telegrafisch met elkaar verbonden.